# 上韦瑟尔
上韦瑟尔（德語：Oberwesel，發音：[oːbɐˈveːzl̩] ⓘ）是德国莱茵兰-普法尔茨州莱茵-洪斯吕克县的城市，面积18.08平方千米，2023年12月31日人口为2,899人。